# Кузнецово (Калужская область)
Кузнецово — деревня в Износковском районе Калужской области России. Входит в сельское поселение «Деревня Ореховня»

## География
На реке Городня, рядом Черемошня, Ореховня, урочище Шахово.

## Население
| 2002 | 2010 |
| ---- | ---- |
| 20   | ↘11  |

## История
В 1782-м году пустошь Кузнецово, Долгоруких, Щербачёвых и Гомьянкиных.
В XIX веке деревни — Кузнецово и Старое Село.